# 香港家庭福利會
香港家庭福利會 （页面存档备份，存于）（簡稱家福會或HKFWS）於1949年成立，是香港一個主要的非牟利社會服務機構。基於「以家為本」的信念，致力提供高質素的專業社會服務，為香港的家庭及大眾謀福祉，培育一個互相關顧的社會。
在2021年間，家福會服務個案總數達22,321，綜合家庭服務受惠人次達41,066，全年服務受惠總人次達649,238。

## 歷史

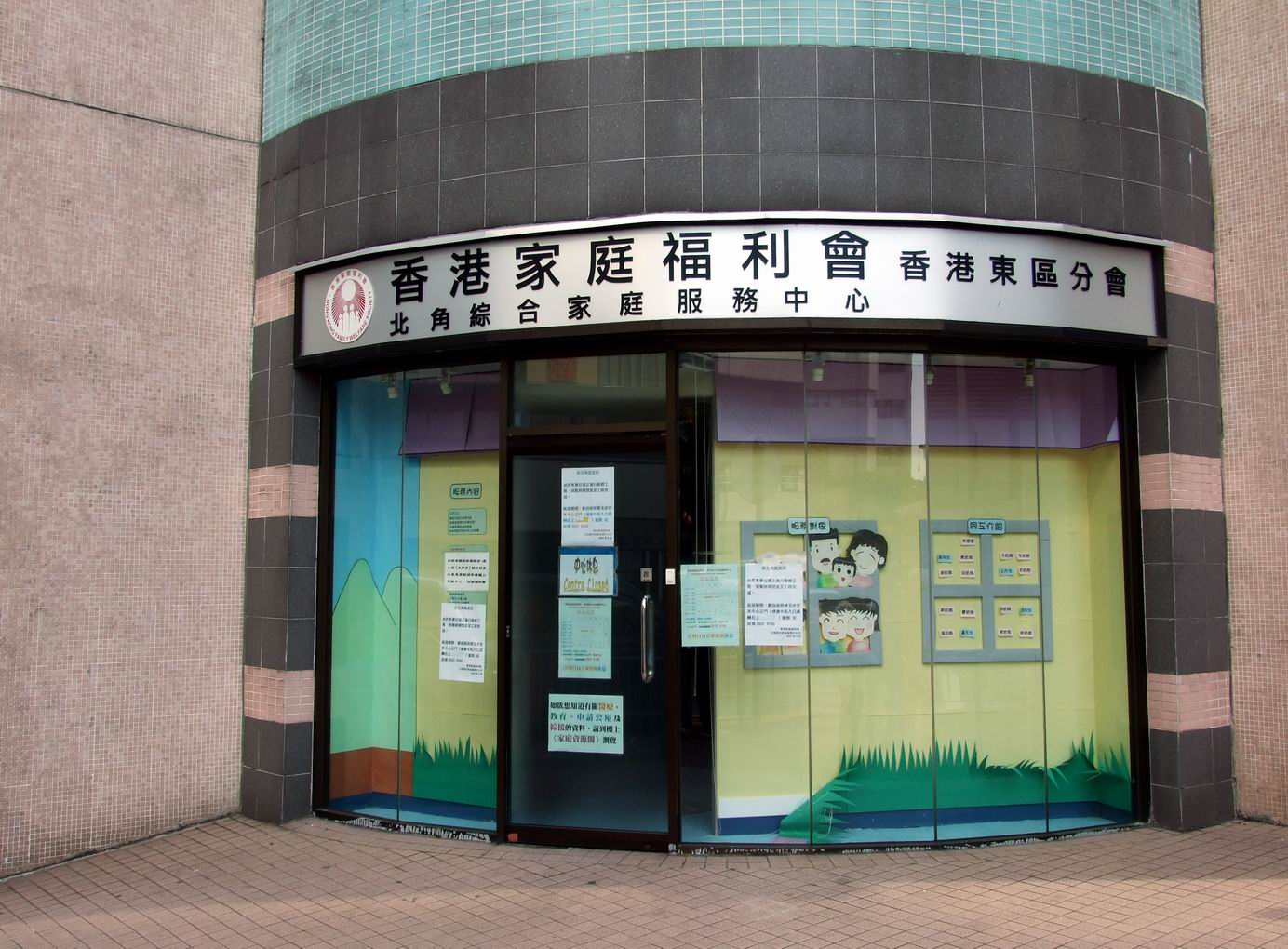
家福會北角綜合家庭服務中心

香港家庭福利會於1949年成立時名為「教會社會服務中心」（Social Service Centre of the Churches），由一群來自不同教派的熱心人士援助有需要及受困擾的家庭。第二次世界大戰結束後，中心服務範圍擴大至援助貧困人士，包括集中營釋放者。1949年1月1日，在何明華會督及施國望小姐（Miss Katherine Scott-Moncrieff）協助下，成為一獨立服務機構，正名為香港家庭福利會。

## 架構
- 贊助人：
  - 李家超 先生（香港特別行政區行政長官）
- 會長：
  - 李家祥 博士，太平紳士

### 執行委員會（2024至25年度）
- 羅健中 太平紳士（主席）
- 鄭卓生 博士（副主席）
- 鄭樹成 先生（義務司庫）
- 蔡潘少芬 太平紳士（蔡惠鏇 夫人）
- 朱蔡鳴鳳 女士
- 鍾思源 醫生
- 李宋尔芸 女士
- 郭梁潔芹 女士
- 劉頴賢女士
- 龍漢標 先生
- 蕭詠儀 太平紳士
- 鄧守亷 醫生
- 黃幸怡 太平紳士
- 胡志遠 教授
- 周淑琼 女士（總幹事）

## 香港家庭幸福指數
香港家庭福利會於2019年起進行「香港家庭幸福指數 （页面存档备份，存于）」調查研究，首創一套信效度俱佳，及切合香港社會文化背景的家庭幸福量度工具，並透過全港性調查，定期評估香港家庭的幸福水平，為香港家庭、政府及不同持份者，在促進家庭幸福方面提供重要的參考。 
「香港家庭幸福指數」問卷共有26條題目，涵蓋以下六個範疇：（1）家庭團結、（2）家庭資源、（3）家庭健康、（4）社會連繫、（5）社會資源和（6）生活平衡。填妥問卷時間需約五分鐘，便可以即時知道家庭幸福狀況和提升家庭幸福的建議。

### 香港家庭幸福指數建構
調查於2019年7月至8月期間進行，共成功訪問2,008位人士，固網電話與手提電話調查的回應率各為41.0%和42.4%。問卷的信度和效度檢測是基於對1,343個有完整數據的樣本所作的分析。這1,343個受訪者中，通過固網電話和手提電話接觸的各有676和667位。確認的指標架構由26條題目組成。最後得出的香港家庭幸福指數由以下六個範疇組成：
1. 家庭團結
2. 家庭資源
3. 家庭健康
4. 社會連繫
5. 社會資源
6. 生活平衡

家庭幸福指數由0至10，分數愈高代表家庭幸福水平愈高，其計算方式是各範疇得分與其權重相乘的總和，而各範疇的權重是通過數據分析和專家意見而得出，其中家庭團結、家庭資源、家庭健康、社會資源的權重各為20%，社會連繫和生活平衡的權重則各為10%。
根據樣本的指數分數，研究團隊將家庭幸福水平劃分為四個層級：7.5分或以上為「良好」，6至<7.5分為「一般」，5至<6分為「偏低」，5分以下則屬「較差」。 
「家庭」的定義是「由兩名或以上有情感連繫的人組成，當中涉及照顧、責任和承諾」。而「家庭幸福」則被定義為「家庭在與環境互動中履行各項家庭職能、滿足其成員多元需要的能力的狀態」。 

### 2019年香港家庭幸福水平
「香港家庭幸福指數」調查研究於2019年7至8月成功訪問了超過2,000位人士，結果顯示家庭幸福指數屬「一般」的人士佔50.7%，其次是「偏低」的佔26.4%，「較差」的有12%，「良好」的只有10.9%。
整體而言，香港家庭幸福水平處於「一般」範圍（6.23 分），其中家庭團結（7.41分）、家庭資源（7.29 分）和家庭健康（6.99 分）達「一般」偏上水平，社會資源（5.19 分）則跌入「偏低」範圍，而社會連繫（4.10 分）和生活平衡（4.45 分）更屬「較差」水平。 

#### 影響家庭幸福指數的因素
1. 性別：男性在家庭健康範疇的分數高於女性，而女性在社會連繫和社會資源範疇的得分則遠高於男性。
2. 年齡：年齡與家庭幸福指數，以及家庭健康和社會連繫兩個範疇都呈顯著的正向關係。然而，在家庭團結方面，中年組別的得分最高，年長組別次之，青年組別的得分則最低。其他範疇則無顯著的年齡差異。
3. 教育水平：教育水平對整體家庭幸福指數，以及家庭資源和生活平衡等範疇有顯著的正向影響，受過高等教育的人士，其家庭幸福指數顯著偏高。在其他範疇，包括家庭團結、家庭健康、社會連繫和社會資源，是否受過高等教育則無顯著差異。
4. 經濟活動身分：從事經濟活動人士在家庭團結、家庭資源和家庭健康等範疇的得分明顯偏高；而非從事經濟活動人士在社會連繫和生活平衡範疇的得分則相對較高。
5. 家庭結構：家庭結構類型相異者在家庭團結和生活平衡範疇的得分基本相若。除此之外，居於有子女的核心家庭的人士在家庭幸福指數，以及家庭資源、家庭健康、社會連繫和社會資源等範疇的得分，明顯高於其他家庭結構的人士；與此相反，單親家庭組別在家庭幸福指數，以及家庭資源和家庭健康上得分最低，而三代家庭、無子女的核心家庭，則分別在社會連繫和社會資源兩個範疇上得分最低。
6. 家庭收入：家庭收入與家庭幸福指數，以及家庭團結以外的所有範疇都呈顯著的正向關係。在家庭團結範疇，中等收入的家庭得分最差，而非低收入家庭。
7. 家庭發生重大變故：如在過去一年發生過重大家庭變故，這對整體家庭幸福指數和幾乎所有範疇都有負面作用，但社會連繫和生活平衡這兩個範疇除外。
8. 有特殊照顧需要的家庭成員數：家庭中如有需要特殊照顧的成員，其數量的多少對整體家庭幸福指數，以及家庭健康和家庭資源兩個範疇都產生負面影響，對其他範疇的影響則不顯著。

### 2022年香港家庭幸福水平
「香港家庭幸福指數2022」  於2022年1月成功訪問了超過2,000位人士，研究主要目的是於2022年測量香港家庭的最新幸福水平，與以往數據作比較。
是次研究發現香港家庭的幸福水平在過去兩年已更進一步下跌，由2019年的6.31跌至2022年的6.10 (0.21)，主因是「社會連繫」(-0.86) 和「社會資源」(-0.47) 兩個範疇的表現變差。
整體家庭幸福指數屬於「一般」組別的家庭較2019年減少，由2019年佔50%下跌至2022年佔43%；而屬於「較差」組別的則顯著增加至19%，即增加了7%。
家庭幸福之中六個範疇的相對強弱維持平穩，得分最高的依然是「家庭團結」(7.40)，然後是「家庭資源」(7.20) 和「家庭健康」(7.07)，均與家庭內部有關。然而，有關家庭與外界互動的範疇則錄得較低分數，包括「社會資源」(4.80)、「生活平衡」(4.66) 和最差的「社會連繫」(3.26)。

## 大型公眾活動
為了以不同形式推廣家庭幸福和宣揚家庭價值，提升社會不同階層人士的家庭幸福，家福會於2021年成立「最緊要一家人」企劃，期望以「娛樂式教育」的手法，帶來貼近潮流及「貼地」的內容，同時建立一個無社福標籤的平台，面向較年輕的社會大眾。透過此企劃，家福會舉辦了不同類型的大型活動，包括湯屋樂、Homeland家庭市集等。

## 服務範疇及簡介

### 綜合家庭服務
本著「兒童為重、家庭為本、社區為基礎」的服務理念，提供整合服務，包括預防、支援和補救服務等，以加強個人和家庭的抗逆力，以及促進各人預防和應付各種困難和挑戰的能力。 
家福會轄下有6間綜合家庭服務中心，分別位於北角、深水埗、觀塘、將軍澳及葵涌、油塘，本著「以家為本」的服務理念，為有需要的家庭提供全面的專業家庭服務，協助家庭處理各類問題、發展個人及家庭潛能、強化家庭功能、提高對家庭抗逆力，並且推動社區互助的精神，致力建立和諧社會。
- 綜合家庭服務
  - 綜合家庭服務中心
    - 服務對象：個人及家庭，特別是弱勢社群，包括單親家庭、少數族裔、新來港及低收入家庭
      1. 家庭輔導組：透過個案輔導、家庭危機處理及治療小組等方法，協助有困難的個人和家庭。
      2. 家庭支援組：為有需要的家庭提供支援服務，並鼓勵「同路人」互相扶持。
      3. 家庭資源組：組織義工服務、興趣小組、康樂及發展性活動、家庭圖書資源閣等，促進家庭和諧，同時透過活動，及早識別有需要的家庭，避免問題惡化。
      4. 家務指導服務：透過針對個別需要而設計的訓練，培育他們自理自立的能力。
      5. 家福關懷專線 2342 3110：由受訓義工為有需要人士或家庭提供電話輔導服務，即時給予情緒支援。
      6. 「以家為本」心理健康服務
      7. 危機家庭支援先導計劃：為遇突發事件及危機的家庭提供「緊急的經濟援助」及社工「輔導支援」的服務模式，協助家庭渡過難關，重建新生活及家庭功能。
      8. 男士家友站 （页面存档备份，存于）：透過參與多元化的活動，讓男士紓緩日常生活壓力，增加自我認識，促進參加者之間的交流，加強他們與家人及社區連繫。

  - 崇德家福軒 - 家庭退修中心：為個人及家庭提供一個平和恬靜的環境，配合適切的活動，促進反思、紓緩壓力、處理情緒和學習新知識，提高解決問題的能力，促進家庭和諧及人際關係。崇德家福軒前身為九廣鐵路員工宿舍，亦有「白屋」之稱，並於2013年9月被古物諮詢委員會評估為「二級歷史建築」。

- 臨床心理服務
  - 臨床心理服務旨在為個人及家庭提供預防、教育和治療服務，以協助服務使用者改善心理健康。透過專業及實證為本的臨床心理學理論，有系統地為個人或家庭提供心理評估和治療。亦提倡社區心理教育工作，並為家福會的專業社工人員提供個案諮詢服務。
  - 服務對象：經家福會社工轉介的個人或家庭，當中包括兒童、青少年、成人及長者。

- 和平學坊「平和關係支援計劃」：學習以非暴力方法處理伴侶衝突，改善親密關係及家庭關係，支援目睹或面對父母衝突（甚或暴力）的兒童，協助他們提升應對家庭衝突的能力和技巧，提升公眾對親密伴侶暴力及約會暴力的認識。

- 危機家庭支援計劃：為面對危機的家庭提供即時的經濟援助及社會福利服務，協助家庭面對難關，重建正常家庭功能。

- 家福關懷專線：香港家庭福利會的一項全港性廣東話電話專線服務，主要為有需要人士提供情緒支援及轉介服務。專線號碼: 2342 3110。

- 「同步『童』心行」計劃：讓合資格的兒童於每一個計劃年度中，享用計劃其中之一項服務：
  1. 「童夢之助」— 透過現金資助受家庭經濟限制的兒童，參加非學術性的興趣班，協助他們發展潛能 或
  2. 「個人輔導服務/小組性的治療服務」— 經社工的專業評估及推薦，識別正面對家庭逆境的兒童，給予「兒童為本」遊戲治療輔導服務及/或相關的治療小組服務，以疏解他們的情緒及/或行為問題。

- 賽馬會「家家自然好心晴」計劃：喚起大眾關注家庭照顧者的需要和支援、提升家庭照顧者的身心健康，學習在大自然歇息一刻，與家人共聚，並透過在大自然進行覺察練習和家庭活動，紓解厭力，提升調節情緒及應對問題等能力。

### 調解服務及離異家庭服務
為分居及離異家庭提供多元化服務，透過家事調解支援有需要家庭以平和理性態度處理離婚及相關事宜，使雙方及子女的利益同被顧及；同時鼓勵離異父母建立「兒童為本」精神，透過共享親職及穩定的親子聯繫，協助兒童適應家庭轉變。
- 調解中心
  - 於1997年開展家事調解服務，幫助分居 / 離婚人士以和平理性的態度處理爭議，達成雙方接納的家事調解協議。本會繼而於2001年設立調解中心，統籌和推展家事調解及社區調解服務，以解決家庭成員之間的各類爭議。中心也積極發展專業調解訓練和為大眾而設的調解教育，促進調解專業的發展和普及化，締造和諧社會。
  - 臻和薈調解教育及服務計劃：臻和薈是全港第一所提供調解教育及服務的中心，宗旨為整體社會建立和諧家庭及人際關係，中心目標包括推出調解精神及教育，締造和諧社會文化及提供調解訓練給社會不同年齡層等。

- 親籽薈共享親職支援中心：於2019年成立，為離異家庭提供一站式共享親職與親子聯繫服務，致力推動「兒童為本 - 共享親職」，協助分居 / 離異父母保持平和理性的溝通，以子女成長利益為大前提，合作教養子女，並讓子女能與父母雙方保持穩定的聯繫，給孩子兩個快樂的家。

- 家福中心：成立於1988年，乃香港家庭福利會轄下首個提供開放式家庭服務及離異家庭服務的中心。中心經費主要由香港公益金贊助，為全港離異家庭及屯門區內家庭提供多元化的支援服務。

- 賽馬會放晴‧再「喜」航多元家庭支援計劃：透過一系列人本心靈療癒及創傷支援服務，協助有需要的家庭嘗試「放」手過去，迎來風雨後的「晴」天。同時為再婚家庭或組合家庭提供支援，從 「兒童為本」角度，協助他們面對在家庭重塑過過程中的挑戰。

### 兒童服務
提供兒童寄養服務、幼稚園社工服務、愛心社區保姆服務、兒童課後照顧及支援服務，協助及支援有需要的家庭，促進兒童的成長和發展。
- 寄養服務及緊急寄養服務[]

1. 寄養服務：寄養服務旨在安排因家庭問題而缺乏父母或家人照顧的兒童，暫時入住寄養家庭，使他們得享家庭生活及適當照顧，待其家庭情況改善後，返家團聚，或直至有其他較長期的照顧安排。為有需要兒童選配寄養家庭，提供24小時家庭照顧，並提供督導及支援，確保寄養家長的照顧質素和促進寄養兒童的適應。兒童離開服務後，亦提供為期3個月的跟進服務。
2. 緊急寄養服務：緊急寄養服務目的是協助因遇到突發或緊急事故而缺乏父母照顧的兒童，提供即時及短期的家庭式住宿照顧服務，讓他們繼續享受家庭生活，直至他們能與家人團聚或獲得長期住宿安排。寄養期限最多為6個星期。

- 兒童課後照顧及支援服務：分別於家福會屬下中心或派員到校，為有需要之中、小學生提供課餘託管與課後學習及支援服務。

- 幼稚園社工服務：在學前單位提供社工服務先導計劃  [第一至第三階段] 小荳芽駐園社工計劃，於2022年成立，計劃目標及早識別潛藏危機的幼童及其家庭，提供適切的輔導及轉介服務，培育幼童建立正面的情緒和健康的社交發展，強化幼童的抗逆力及解難能力。同時為家長提供情緒支援及親職教育，建立良好親子關係，促進家庭和諧。

- 愛心社區保姆服務：「愛心社區保姆服務」 - 鄰里支援幼兒照顧計劃，目的是為需要長時間工作、工作時間不穩定、非常規、有突發需要、以及其他各種需要的家庭，因缺乏支援網絡和經濟困難而未能為他們9歲以下的幼兒安排照顧的家長，提供家庭或中心託管形式的幼兒照顧，以避免獨留幼兒在家，並希望透過服務喚起鄰里照顧、守望相助的精神。

- 幼稚園支援服務：包括小荳芽駐園社工、同築愛兒網-幼稚園社工服務計劃。

### 青少年服務
- 藝進同學會賽馬會將軍澳青年坊：家福會的綜合青少年服務中心，座落於將軍澳區，服務對象為區內6至24歲兒童、青少年及其家長。

- 學校社會工作服務：為幼稚園、小學及中學提供駐校社會工作服務及其他服務計劃，以促進學生的個人成長、發揮潛能和解決問題的能力，並為有需要的學生和家庭提供適切的支援。服務對象為幼稚園、小學、中學學生及其家庭。

- 衝突化解培育服務：回應青少年朋輩間衝突上升的趨勢，家福會透過在學校和社區推行「朋輩調解計劃」、「和平與調解教育系列」、「生命旅程調解教育系列」及「和平動力」計劃，如訓練課程、工作坊、講座、為相關專業人士提供培訓活動等形式，協助青少年以和平及理智方法處理人際衝突，並在校園及社區建立平等相處、互相尊重的文化，反對使用暴力解決問題。服務對象為青少年、家長、老師及相關專業人士。

- 青少年精神健康服務：家福會設計一系列的預防性活動，包括個案、咨詢、工作坊、講座、訓練、活動及小組，以配合青少年的精神健康需要及發展，並強化他們的支援網路及系統，以促進他們身心靈的健康成長。

- 「網絡」教育及輔導服務：主要針對互聯網普及所產生的新問題，如：沉迷上網、網絡欺凌、網絡代溝、不良資訊泛濫及過量使用智能手機等，家福會設計各種創新及多層次的介入手法，包括教育性、預防性及治療性的活動，並與不同專業的人士合作，深入探討網絡問題。同時由2011年起設有健康上網支援網絡 （页面存档备份，存于）網站，定期發佈實用資訊，為全港的中小學教師、學生及家長提供健康上網支援服務，以推廣網絡安全的訊息。

- 特殊教育需要服務：設計不同小組活動，協助主流學校裡的特殊教育需要學生及疑似但未經證實的個案及其家長，包括讀寫障礙、過度活躍症、阿氏保加症等。

- 賽馬會抗逆有「家」計劃：為加強香港家庭的抗逆能力，香港理工大學獲得香港賽馬會慈善信託基金捐助，聯同香港家庭福利會、東華三院、香港青少年服務處和救世軍共同推行 一項為期3年的「賽馬會抗逆有『家』 計劃」。計劃於2021年3月至2024年2月期間，透過社區為本的專業介入服務、網上家庭活動、網上學習課程和專業同工培訓，旨在協助家庭：(1) 建立正面的家庭信念；(2) 促進互相支持的關係；(3) 提升積極解難的能力。計劃的服務對象為10 – 20歲少年/青少年 家長及其家庭。

### 長者社區照顧及支援服務
為有需要的長者、家庭及殘疾人士提供家務支援、個人照顧、護理、復康、日間照顧、護老者支援、健康生活推廣及社區支援服務等，讓長者可以按其意願繼續在社區內生活，於家中安享晚年，護老者亦能得到適切的支援。
- 長者鄰舍中心：家福會的九龍城活齡中心，透過不同服務，包括輔導、家訪、外展、諮詢及轉介服務、治療性及發展性小組、學習及興趣班、專題講座、戶外參觀、旅行、節日聯歡及大型活動、護老物資借用及代購、午膳服務、認知障礙症患者及照顧者支援等，促進60歲或以上人士建立健康、積極、活躍和快樂的晚年。

- 綜合家居照顧服務：由8隊綜合家居照顧服務隊提供不同種類的家居照顧及支援服務，如護理服務、復康訓練、家居安全及家居改善建議、個人照顧、護送服務、暫託服務、幼兒照顧、洗衣、膳食服務、購物、家居清潔、心理社交支援及轉介服務等。

- 日間護理服務：為需要日間照顧或復康護理服務的長者及有需要之人士（例如離院病人、長期病患者）提供基本護理、復康運動及認知訓練、治療小組等服務。

- 長者及照顧者心理健康服務：通過不同介入方法，支援長者面對年老的壓力及照顧者的壓力。
- 改善家居及社區照顧服務：為身體機能或認知受損的長者，提供家居護理和照顧服務，並為其照顧者提供支援，使長者可按其意願繼續在社區中安享晚年。
- 長者及照顧者精神健康諮詢：由專業精神科醫生及資深社工共同向有需要人士及其家人提供諮詢、評估和轉介服務，鼓勵疑似出現精神健康及情緒困擾的人士及早求助，以免情況惡化。
- 健康身心小組（長青版）：由怡和集團透過公益金贊助，費用全免。透過輔導小組活動，包括鬆弛運動介紹、專題講解、技巧訓練、經驗分享及家課實習等，讓參加者減輕心理壓力及提升個人適應能力，促進精神健康，邁向豐盛人生。
- 支援身體機能有輕度缺損的長者試驗計劃：由社會福利署-關愛基金組提供贊助，為經評估為身體機能有輕度缺損的低收入長者提供所需的家居照顧及支援服務。
- 長者社區照顧服務券試驗計劃：社會福利署於2013年9月，推出「長者社區照顧服務券試驗計劃」，採用「錢跟人走」的資助模式，讓合資格長者因應個人需要，使用社區照顧服務券選擇合適的社區照顧服務。香港家庭福利會屬下啟業服務中心及利富服務中心均為認可服務提供者。
- 預設照顧計劃：自2017年開展，並於2021年獲維拉律敦治．荻茜慈善基金額外撥款資助擴展服務。計劃旨在提昇服務使用者對預設臨終照顧計劃的認識及為生命的終結作出準備，以減少遺憾和家人壓力。
- 躍動啟晴 ─ 情緒健康支援計劃：自2015年起，為受抑鬱徵狀影響的長者提供情緒支援服務。後來獲食物及衞生局「精神健康項目資助計劃」撥款資助，計劃重新命名為「躍動啟晴 ─ 情緒健康支援計劃」，由2022年4月開始為期2年，服務50歲或以上，有情緒支援需要的人士及其照顧者。
- 護老拍住上 （页面存档备份，存于）：家福會於2022年推行「護老拍住上」一系列護老者支援服務，以「為護老者集氣！1+1>2」為主題，呼籲支持護老者的市民攜手建立一個護老者友善的社會，發揮一加一大於二的影響力。同時於2022年10月舉行「護老者月」，希望大眾透過各種活動及宣傳，一起為護老者集氣，發揮家庭力量及動員社區參與，支援護老者，實踐「最緊要一家人」的精神。

### 專項服務
- 理財教育中心：家福會自 2007 年起開展理財教育服務，並於 2017 年正式成立理財教育中心，透過體驗活動及社交媒體，向兒童、青少年及其家長分享正確的理財觀念及實用理財技巧。此外，更從美國引入理財社會工作證書課程 (Financial Social Work Certification)，旨在增進業界的理財教育知識及技巧，惠澤社群。
- 婦女及家庭成長服務：
  - 婦女及家庭成長中心：為推展香港賽馬會慈善信託基金贊助的「婦女創新天」計劃，同時也推行不同類型的服務和活動以支援婦女，特別是一些未能融入社會或處於弱勢的婦女社群。同時設立在乎妳婦女照顧者精神健康支援網 （页面存档备份，存于），積極推動社區教育鼓勵不同人士關注女性精神健康。
- 全人專業服務：提供度身訂造的收費服務，致力增進個人身、心、靈健康，提升處理個人、家庭或工作問題的能力。
- 家福慈善基金：為接受家福會服務並有經濟困難的人士與家庭，提供短期的經濟援助，幫助他們脫離困境，重建希望。所有申請均由負責社工評估，再遞交基金秘書審核。
- 「婆媳緣 · 祖孫情」多代家庭教育及支援計劃：自2015年10月起設立，再次得到李錦記家族基金撥款贊助，延續「婆媳緣祖孫情」多代家庭教育及支援計劃（第三期），教育多代家庭建立正面和諧的代間關係，從而喚起社會各界對多代家庭需要的關注。
- 「婦女創新天」香港賽馬會社區資助計劃：由香港賽馬會慈善信託基金贊助，透過不同小組及訓練工作坊、戶外內的活動、社區教育講座、外展活動等支援婦女。

## 中心位置

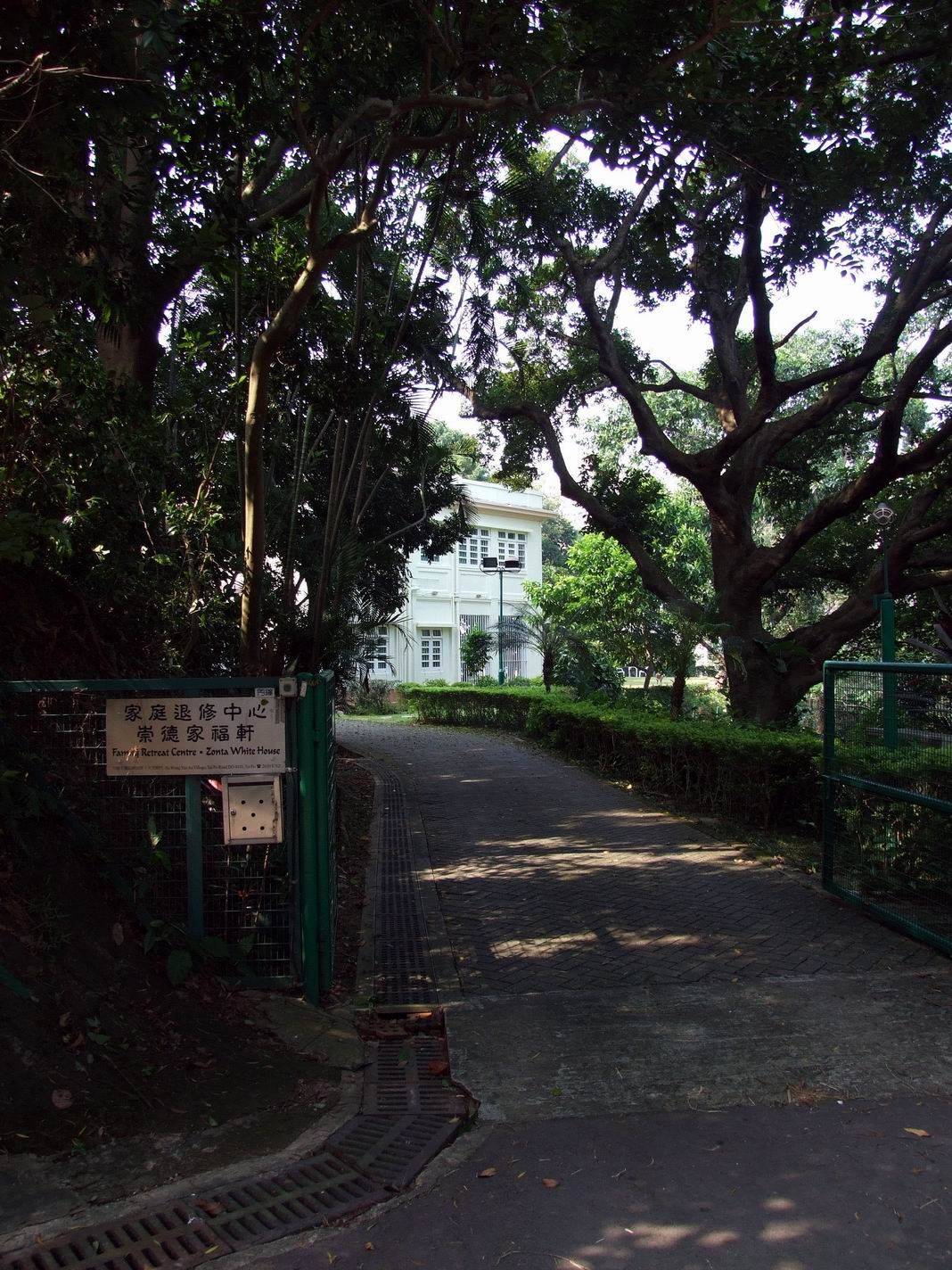
家庭退修中心 - 崇德家福軒

|      | 中心                         | 地區    | 提供服務                                                                            | 地址                                           | 電話                                             | 網址                                                     |
| 香港 | 香港                         | 香港    | 香港                                                                                | 香港                                           | 香港                                             | 香港                                                     |
| ---- | ---------------------------- | ------- | ----------------------------------------------------------------------------------- | ---------------------------------------------- | ------------------------------------------------ | -------------------------------------------------------- |
| 1    | 總辦事處                     | 灣仔    |                                                                                     | 香港灣仔軒尼詩道130號修頓中心20樓2010室        | 2527 3171                                        |                                                          |
| 2    | 灣仔辦事處                   | 灣仔    |                                                                                     | 香港灣仔軒尼詩道15號溫莎公爵社會服務大廈1003室 | 2771 2306                                        |                                                          |
| 3    | 香港西區服務中心             | 中 西區 | 香港西區服務中心                                                                    | 香港西營盤第一街80號A西園                      | 2549 5106                                        |                                                          |
| 3    | 香港西區服務中心             | 中 西區 | 全人專業服務                                                                        | 香港西營盤第一街80號A西園                      | 2771 1891                                        | http://www.wellnesshk.com/ （页面存档备份，存于）        |
| 3    | 香港西區服務中心             | 中 西區 | 調解中心：臻和薈-調解教育及服務計劃                                                 | 香港西營盤第一街80號A西園                      | 2561 9229                                        | http://www.mediationcentrehk.org/ （页面存档备份，存于） |
| 3    | 香港西區服務中心             | 中 西區 | 學校社會工作服務                                                                    | 香港西營盤第一街80號A西園                      | 2549 5106                                        |                                                          |
| 3    | 香港西區服務中心             | 中 西區 | 網絡教育及輔導服務                                                                  | 香港西營盤第一街80號A西園                      | 2549 5106                                        | https://healthynet.hk （页面存档备份，存于）             |
| 4    | 北角綜合家庭服務中心         | 東區    | 綜合家庭服務                                                                        | 北角渣華道123號北角福利服務設施大樓 4 樓       | 2832 9700                                        |                                                          |
| 5    | 上環服務中心                 | 中西區  | 長者社區照顧及支援服務： - 綜合家居照顧服務                                         | 香港皇后大道中181–183號新紀元廣場低座地下      | 2546 3332                                        |                                                          |
| 6    | 愛東服務中心                 | 東區    | 長者社區照顧及支援服務： - 綜合家居照顧服務                                         | 香港筲箕灣愛東邨愛善樓1樓101室                 | 2564 7555                                        |                                                          |
| 7    | 婦女及家庭成長中心           | 東區    | - 婦女及家庭成長服務 - 兒童課後照顧及支援服務                                       | 香港筲箕灣耀東邨耀貴樓C翼地下                  | 2811 5244                                        | https://umatter.hk/index.php （页面存档备份，存于）      |
| 九龍 |                              |         |                                                                                     |                                                |                                                  |                                                          |
| 8    | 油塘綜合家庭服務中心         | 觀塘    | 綜合家庭服務                                                                        | 九龍油塘油麗邨信麗樓1樓                        | 2775 2332                                        |                                                          |
| 9    | 牛頭角服務中心               | 觀塘    | - 學校社會工作服務 - 特殊教育需要服務                                               | 九龍牛頭角樂華南邨展華樓地下141–150號          | 2798 8411                                        |                                                          |
| 9    | 牛頭角服務中心               | 觀塘    | 長者社區照顧及支援服務： - 綜合家居照顧服務                                         | 九龍牛頭角樂華南邨展華樓地下141–150號          | 2796 4880                                        |                                                          |
| 10   | 啟業服務中心                 | 觀塘    |                                                                                     | 九龍九龍灣啟業邨啟樂樓地下G11號舖              | 2387 7312                                        |                                                          |
| 11   | 順利綜合家庭服務中心         | 觀塘    | 綜合家庭服務                                                                        | 九龍順利邨順緻街2號順利社區中心4樓             | 2342 2291                                        |                                                          |
| 12   | 順利服務中心                 | 觀塘    | 長者社區照顧及支援服務： - 綜合家居照顧服務 - 改善家居及社區照顧服務                | 九龍順利邨利富樓3樓 (平台) 10 - 11號           | 2798 8189                                        |                                                          |
| 13   | 深水埗(西)綜合家庭服務中心   | 深水埗  | 綜合家庭服務                                                                        | 九龍深水埗元州邨元謙樓2樓204室                 | 2720 5131                                        |                                                          |
| 14   | 順安服務中心                 | 觀塘    | 長者社區照顧及支援服務： - 綜合家居照顧服務                                         | 九龍順安邨安逸樓地下1 - 4及9 - 12號            | 2793 1670                                        |                                                          |
| 15   | 九龍城活齡中心               | 九龍城  | 長者社區照顧及支援服務： - 健康身心小組（長青版）                                   | 九龍土瓜灣九龍城道55–61號同興花園第2座1樓      | 2711 2488                                        |                                                          |
| 16   | 麗閣服務中心                 | 深水埗  | 長者社區照顧及支援服務： - 綜合家居照顧服務                                         | 九龍深水埗麗閣邨麗菊樓129號地下                | 2361 8212                                        |                                                          |
| 17   | 麗萱服務中心                 | 深水埗  | 長者社區照顧及支援服務： - 改善家居及社區照顧服務                                   | 九龍深水埗麗閣邨麗萱樓102號地下                | 2350 0955                                        |                                                          |
| 18   | 利富服務中心                 | 觀塘    | 長者社區照顧及支援服務： - 日間護理服務                                             | 九龍順利邨利富樓3樓 (平台) 23號                | 2174 7737                                        |                                                          |
| 19   | 親籽薈共享親職支援中心       | 深水埗  |                                                                                     | 九龍荔枝角道838號勵豐中心3樓302室              | 8100 8883                                        |                                                          |
| 20   | 理財教育中心                 | 深水埗  |                                                                                     | 九龍長沙灣道833號長沙灣廣場二期5樓501B室       | 3950 1900                                        | https://www.fechk.org/zh/home/ （页面存档备份，存于）    |
| 21   | 油麻地服務中心               | 油尖旺  | 幼稚園社工服務：在學前提供社會工作服務單位小荳芽駐園社工計劃 (第一、第二及第三階段) | 油麻地眾坊街三號駿發花園C1地舖                 | 2720 5911 (第一階段)、2720 5900 (第二及第三階段) |                                                          |
| 新界 |                              |         |                                                                                     |                                                |                                                  |                                                          |
| 22   | 將軍澳(南)綜合家庭服務中心   | 西貢    | - 綜合家庭服務 - 愛心社區保姆服務                                                   | 新界將軍澳健明邨彩明商場1號平台2號             | 2177 4321                                        |                                                          |
| 23   | 葵涌(南)綜合家庭服務中心     | 葵青    | 綜合家庭服務                                                                        | 新界葵涌葵翠邨碧翠樓平台1層102室               | 2426 9621                                        |                                                          |
| 23   | 葵涌(南)綜合家庭服務中心     | 葵青    | 臨床心理服務                                                                        | 新界葵涌葵翠邨碧翠樓平台1層102室               | 2893 0073                                        |                                                          |
| 24   | 葵盛服務中心                 | 葵青    | 青少年服務： - 衝突化解培育服務                                                     | 新界葵涌葵盛西邨第10座地下123–128號            | 2419 7830                                        |                                                          |
| 24   | 葵盛服務中心                 | 葵青    | 青少年服務： - 衝突化解培育服務                                                     | 新界葵涌葵盛西邨第10座地下123–128號            | 2419 7830                                        |                                                          |
| 25   | 葵盛服務中心（二）           | 葵青    | 青少年服務： - 衝突化解培育服務                                                     | 新界葵芳興芳路223號新都會廣場2座20樓2002室     | 2348 2622                                        |                                                          |
| 25   | 葵盛服務中心（二）           | 葵青    | 青少年服務： - 衝突化解培育服務                                                     | 新界葵芳興芳路223號新都會廣場2座20樓2002室     | 2348 2622                                        |                                                          |
| 26   | 葵盛服務中心（三）           | 葵青    |                                                                                     | 新界葵芳興芳路223號新都會廣場2座20樓2008室     | 2348 3733                                        |                                                          |
| 27   | 葵芳服務中心                 | 葵青    | 長者社區照顧及支援服務： - 綜合家居照顧服務 - 長者及照顧者精神健康諮詢              | 新界葵涌葵芳邨葵仁樓地下11至14號               | 2426 9666                                        |                                                          |
| 28   | 大窩口服務中心               | 葵青    | 長者社區照顧及支援服務： - 改善家居及社區照顧服務                                   | 新界葵涌大窩口邨富安樓平台114 - 115號          | 2436 9062                                        |                                                          |
| 29   | 象山服務中心                 | 荃灣    | 長者社區照顧及支援服務： - 綜合家居照顧服務                                         | 新界荃灣象山邨秀山樓地下27–30號                | 2411 3052                                        |                                                          |
| 30   | 長亨服務中心                 | 葵青    | 長者社區照顧及支援服務： - 綜合家居照顧服務                                         | 新界青衣長亨邨亨業樓地下                       | 2436 9090                                        |                                                          |
| 31   | 宏福服務中心                 | 葵青    | 長者社區照顧及支援服務： - 綜合家居照顧服務                                         | 新界青衣青敬路75號宏福花園1座地下              | 2436 1413                                        |                                                          |
| 32   | 崇德家福軒 — 家庭退修中心    | 大 埔   | 綜合家庭服務                                                                        | 新界大埔大埔公路4010地段下黃宜坳村             | 2650 6762                                        |                                                          |
| 33   | 良景服務中心                 | 屯門    | 寄養服務及緊急寄養服務                                                              | 新界屯門良景邨良智樓地下23 - 25號              | 2497 9079                                        |                                                          |
| 34   | 家福中心                     | 屯門    |                                                                                     | 新界屯門蝴蝶邨蝶意樓地下104 - 106號            | 2465 6868                                        |                                                          |
| 35   | 藝進同學會賽馬會將軍澳青年坊 | 西貢    | - 青少年服務 - 兒童課後照顧及支援服務                                               | 新界將軍澳唐明苑停車場大樓地下                 | 2177 4567                                        |                                                          |
| 36   | 健明服務中心                 | 西貢    | 長者社區照顧及支援服務： - 綜合家居照顧服務                                         | 新界將軍澳健明邨彩明商場1號平台1號             | 2791 7230                                        |                                                          |
| 離島 |                              |         |                                                                                     |                                                |                                                  |                                                          |
| 37   | 大澳服務中心                 | 離島    | 長者社區照顧及支援服務： - 綜合家居照顧服務 - 改善家居及社區照顧服務                | 大嶼山大澳龍田邨幼稚園座1號地下                | 2985 5797                                        |                                                          |
| 38   | 梅窩服務中心                 | 離島    | 長者社區照顧及支援服務： - 綜合家居照顧服務 - 改善家居及社區照顧服務                | 大嶼山梅窩銀灣邨銀日樓102號地下                | 2984 7920                                        |                                                          |
| 39   | 坪洲服務中心                 | 離島    | 長者社區照顧及支援服務： - 綜合家居照顧服務 - 改善家居及社區照顧服務                | 坪洲金坪邨金坪樓N10B地下                       | 2559 7773                                        |                                                          |
| 40   | 長洲服務中心                 | 離島    | 長者社區照顧及支援服務： - 綜合家居照顧服務 - 改善家居及社區照顧服務                | 長洲長貴邨長廣樓地下101 - 103號                | 2986 8616                                        |                                                          |
| 41   | 南丫島服務中心               | 離島    | 長者社區照顧及支援服務： - 綜合家居照顧服務 - 改善家居及社區照顧服務                | 南丫島榕樹灣大街31號A地下B座                   | 2982 4411                                        |                                                          |
| 42   | 離島扶輪社健康中心           | 離島    |                                                                                     | 大嶼山大澳龍田邨天富樓101室                    | 2985 5797                                        |                                                          |

## 外部連結
- 香港家庭福利會
  - 僱員輔導計劃
  - 「和平計劃」 （页面存档备份，存于）
  - 家福中心
- 香港家庭福利會:《從心開始，社工給你的苦中一點甜》 （页面存档备份，存于）ISBN 9789626786055
- 香港家庭福利會:《想當年，我們在香港的打拼歲月》 （页面存档备份，存于）ISBN 9789626785768